# 歐陸風雲IV
| 汇总媒体   | 得分 |
| ---------- | ---- |
| Metacritic | 87   |

| 媒体         | 得分   |
| ------------ | ------ |
| Destructoid  | 95/100 |
| GameSpot     | 90/100 |
| IGN          | 89/100 |
| PC Gamer美国 | 91/100 |

《歐陸風雲IV》是由Paradox Development Studio開發的即時戰略遊戲，由Paradox Interactive于2013年8月13日發行，是《歐陸風雲III》的後续版本，遊戲時間為1444年～1821年這377年。
故事是從1444年11月10日開始，此時間是波蘭國王瓦迪斯瓦夫三世·雅蓋隆契克遠征鄂圖曼帝國，並在瓦尔納戰役中戰死的日子，西歐史觀認為這是中世紀結束的標誌。玩家可以扮演任何一個地球國家，包括在大航海時代、文藝復興、宗教改革、西歐殖民時代、絕對君主制和法國大革命中改變歷史，將歷史輸家變為贏家。以本遊戲的地理語言來說，東起日本，西至美洲新大陸，這些國家的未來如何，就要看玩家是要穷兵黩武成為軍事帝國，亦或是順應局勢轉為商業霸王。

## 遊戲內容
遊戲本身是一個地球的“全形互動地圖”。
《歐陸風雲IV》的地圖都被細分成了上千個不同的省份，而多個省份即可構成一個國家，所有省份既可以為國家提供資源但也可能成為動盪和反叛的一個點。遊戲要透過玩家軍事、外交、行政點數，領導一個國家。玩家通過自己的選擇增加資金、穩定、聲望、人力、正統性或共和國傳統。除此之外，各國皆有不同「國家理念」來區分出特色及優勢，例如奧地利的外交加權、法國的軍隊强大、普魯士軍隊量少而質精、葡萄牙的殖民優勢，讓各國除了地理位置和國勢強弱外更能區分出不同玩法。
還有，《歐陸風雲IV》可以利用玩家自製的模組來改變遊戲內容，以增強遊戲體驗，例如Chinese Language Mod（文本翻譯模組）、Extended Timeline（時間延長模組）、Graphical Map Improvements（圖形修改模組）等等。但是有些模組並未完善，啟用後會遊戲崩潰，而有些舊模組因停更以致遊戲版本不符，無法正常遊玩。這些可能會令玩家的遊戲體驗更差。不過，玩家可以透過提供建議及參與製作來改善模組，或者幫助更新舊模組，讓停更的模組延續下去。

## 资料片
- 征服天堂（Conquest of Paradise）于2013年11月4日公佈，2014年1月14日上市[7][8]。
- 国富论（Wealth of Nations）于2014年1月27日公佈，2014年5月29日上市[9][10]。
- 公共事务（Res Publica）于2014年6月17日公佈，2014年7月16日上市[11][12]。
- 孙子兵法（Art of War）于2014年8月14日公佈，2014年10月30日上市[13][14]。
- 黄金国（El Dorado）于2015年1月20日公佈，2015年2月26日上市[15][16]。
- 常识（Common Sense）于2015年5月8日公佈，2015年6月9日上市[17][18]。
- 哥萨克（The Cossacks）于2015年10月15日公佈，2015年12月1日上市[19][20]。
- 我们的海（Mare Nostrum）于2016年3月1日公佈，2016年4月5日上市[21][22]。
- 人权（Rights of Man）于2016年8月19日公佈，2016年10月11日上市[23][24]。
- 天命（Mandate of Heaven）于2017年3月2日公佈，2017年4月6日上市[25]。
- 第三罗马（Third Rome）于2017年5月12日公佈，2017年6月14日上市[26]。
- 文明的搖籃（Cradle of Civilization）于2017年10月3日公布，2017年11月16日上市[27]。
- 統治吧，不列顛尼亞（Rule Britannia）于2018年2月6日公布，2018年3月20日上市[28]。
- 达摩（Dharma）于2018年5月19日公布，2018年9月6日上市[29]。
- 黄金世纪（Golden Century）于2018年11月21日公布，2018年12月11日上市[30]。
- 皇帝（Emperor）于2020年3月3日公布，2020年6月9日上市[31]。
- 利维坦（Leviathan）于2021年2月9日公布，2021年4月27日上市[32]。
- 起源（Origins）于2021年10月19日公布，2021年11月11日上市[32]。
- 北方雄狮（Lions of the North）于2022年8月25日公布，2022年9月13日上市[33]。
- 霸业（Domination）它于2023年3月6日首次公布，发行于2023年4月18日。
- 万王之王（King of Kings）它于2023年9月12日首次公布，于2023年11月6日发行。
- 变革之风（Winds of Change）它于2024年4月16日首次公布，于2024年5月8日发行。

## 游戏版本
部分版本存在资料片内容，并非购买资料片才能够更新版本，但如果只更新版本而不购买资料片的话，会有很大一部分游戏内容无法体验，而欧陆风云IV的资料片中幾乎涵蓋所有新增的有趣、甚至必要的元素，是否擁有资料片對游戏的體驗影響巨大。

## 外部連結
- 官方網站 （页面存档备份，存于）
- Europa Universalis 4 Wiki （页面存档备份，存于）（英文）
- 欧陆风云4百科 （页面存档备份，存于）（简体中文）